# アパレルウェブ
株式会社アパレルウェブ（英: Apparel-web,Inc.）は、日本の東京都中央区日本橋本町に本社を置き、大阪に支店を有する企業。

## 概要
アパレル業界向け総合情報サイトの運営、情報サービス、ビジネスサポート、ITソリューション、ブランドライセンス、およびBtoBを主な事業としている。

## 沿革
- 2000年（平成12年）
  - 1月 - 株式会社アパレルウェブ設立。
  - 5月 - アパレル業界総合情報サイト「アパレルウェブ」を開設。
  - 9月 - インターネット関連の総合コンサルティング事業をスタート。
- 2001年（平成13年）11月 - 本社を東京都中央区日本橋小舟町へ移転。
- 2002年（平成14年）
  - 7月 - アジア企業とのネットワーク構築に着手。
  - 11月 - ライセンスビジネスの展開をスタート。
- 2003年（平成15年）
  - 6月 - 大阪営業所を開設。中国の百貨店への出店サポート事業を本格化、中国企業に対するVMDコンサルティングを受託。
  - 7月 - 福祉施設「工房絵」と業務提携、「KOBOKAI」ブランドとして作品をライセンス化。
- 2004年（平成16年）
  - 7月 - 中国商標登録代行業務を開始。
  - 10月 - 東京商工会議所主催、第2回「勇気ある経営大賞」優秀賞を受賞。本社を日本橋本町、大阪営業所を同ビル5階へそれぞれ移転。
- 2005年（平成17年）9月 - プライバシーマークを取得。
- 2006年（平成18年）
  - 2月 - 本社を東京都中央区新川、大阪営業所を大阪市北区中津へ同時移転。
  - 10月 - 大阪営業所を大阪支店に変更。
- 2007年（平成19年）7月 - BtoB事業を本格稼働。BtoB（商取引）サイト「アパレルネット」「テキスタイルネット」を開設。
- 2008年（平成20年）
  - 1月 - 代表取締役の千金楽健司が、経済産業省産業構造審議会臨時委員に就任。
  - 2月 - プライバシーマークを更新。
- 2009年（平成21年）- 中小企業庁主催「アジア・中東グローバルパスポート2010」、日本商工会議所公募・委託「海外展開人材育成事業」担当。
- 2010年（平成22年）
  - 2月 - 代表取締役の千金楽健司が、経産省産業構造審議会臨時委員に就任。
  - 5月 - iPhoneアプリ版「アパレルウェブ」をリリース。
  - 11月 - 代表取締役の千金楽健司が、経済産業省クール・ジャパン官民有識者会議民間委員に就任。
- 2011年（平成23年）
  - 3月 - iPhoneアプリ「スタッフスナップ」をリリース。
  - 6月 - 代表取締役の千金楽健司が、経産省産業構造審議会臨時委員に就任。
  - 8月 - 子会社としてAWCG PTE.LTD.を設立。
  - 8月 - Androidアプリ版「アパレルウェブ」をリリース。
  - 12月 - Androidアプリ版「スタッフスナップ」をリリース。
- 2012年（平成24年）2月 - 本社を東京都中央区日本橋堀留町に移転。
- 2013年（平成25年）10月 - 株式会社産業革新機構（現・産業革新投資機構）を引受先とする第三者割当増資を実施。
- 2014年（平成26年）
  - 4月 - Google Partnersを取得。
  - 7月 -「アパレルクラウド」をリリース。
  - 10月 - 株式会社三菱東京UFJ銀行（現・三菱UFJ銀行）を引受先とする第三者割当増資を実施。
- 2015年（平成27年）8月 - 株式会社パルコを引受先とする第三者割当増資を実施。
- 2017年（平成29年）
  - 3月 - 情報セキュリティマネジメントシステム（ISMS）認証を取得。
  - 10月 - アパレルウェブ･イノベーション･ラボ（AIL）を設立。
- 2018年（平成30年）6月 - Shopify Partnersに認定。
- 2020年（令和2年）9月 - 大阪支店を大阪市西区新町に移転。
- 2021年（令和3年）12月 - 本社を東京都中央区本町に移転。